# Miss Mondo 1961
Miss Mondo 1961, l'undicesima edizione di Miss Mondo, si è tenuta il 9 novembre 1961, presso il Lyceum Theatre di Londra. Il concorso è stato presentato da Michael Aspel. Rosemarie Frankland, rappresentante del Regno Unito è stata incoronata Miss Mondo 1961.

## Risultati
| Risultato finale | Concorrente |
| ---------------- | --- |
| Miss Mondo 1961  | - Regno Unito - Rosemarie Frankland |
| 2ª classificata  | - Taiwan - Grace Li Shiu-ying |
| 3ª classificata  | - Spagna - Maria del Carmen Cervera Fernández |
| 4ª classificata  | - Francia - Michèle Wargnier |
| 5ª classificata  | - Danimarca - Inge Jörgensen |
| Finaliste        | - Nuova Zelanda - Leone Mary Main - Stati Uniti - Jo Ann Odum |
| Semifinaliste    | - Argentina - Susana Julia Pardal - Austria - Hella Wolfsgrubej - Finlandia - Ritva Tuulikki Wächter - Germania - Romy März - Giappone - Chie Murakami - Irlanda - Olive Ursula White - Sudafrica - Yvonne Brenda Hulley - Turchia - Güler Samuray |

## Concorrenti
- Argentina - Susana Julia Pardal
- Austria - Hella Wolfsgrubej
- Belgio - Jacqueline Oroi
- Bolivia - Nancy Cortez Justiniano
- Brasile - Alda Maria Coutinho de Moraes
- Ceylon - Sushila Perera
- Cipro - Andreava (Rita) Polydorou
- Corea del Sud - Hyun Chang-ae
- Danimarca -  Inge Jörgensen
- Ecuador - Magdalena Davila Varela
- Finlandia - Ritva Tuulikki Wächter
- Francia - Michèle Wargnier
- Germania - Romy März
- Giappone - Chie Murakami
- Grecia - Efstathia (Efi) Karaiskaki
- India - Veronica Leonora Torcato
- Irlanda - Olive Ursula White
- Islanda - Johanna Kolbrun Kristjansdóttir
- Israele - Er'ela Hod
- Italia - Franca Cattaneo
- Libano - Leila Antaki
- Lussemburgo - Vicky Schoos
- Madagascar - Jeanne Rakatomahanina
- Nicaragua - Thelma Arana
- Nuova Zelanda - Leone Mary Main
- Paesi Bassi - Ria van Zuiden
- Regno Unito - Rosemarie Frankland
- Rhodesia - Angela Joyce Moorcroft
- Spagna - Maria del Carmen Cervera Fernández
- Stati Uniti - Jo Ann Odum
- Sudafrica - Yvonne Brenda Hulley
- Suriname - Kitty Essed
- Svezia - Ingrid Margaretha Lundquist
- Taiwan - Grace Li Shiu-Ying
- Turchia - Güler Samuray
- Uruguay - Roma Spadachinni Aguerre
- Venezuela - Bexy Romero Tosta